# Arteră palatină ascendentă
Artera palatină ascendentă este o arteră din cap care se ramifică din artera facială și trece în sus pe mușchiul constrictor faringian superior.

## Anatomie
Artera ascendentă palatină apare aproape de originea arterei faciale și trece în sus între mușchiul stiloglos și mușchiul stilofaringian pe partea laterală a faringelui în lungul căreia se continuă între mușchiul constrictor faringian superior și mușchiul pterigoid medial în apropierea bazei craniului.
Se împarte în apropierea mușchiului ridicător al vălului palatin în două ramuri: una furnizează și urmează cursul acestui mușchi și, înfășurându-se peste marginea superioară a mușchiul constrictor faringian superior, furnizează sânge palatul moale și glandelor palatine, anastomozându-se cu colegul său din latura opusă și cu ramura palatină descendentă a arterei maxilare; cealaltă ramură străpunge mușchiul constrictor faringian superior și furnizează sângeamigdalelor palatine și tubul auditiv, anastomozându-se cu ramura amigdaliană a arterei faciale și artera faringiană ascendentă.